# Église de Pielisensuu
L’église de Pielisensuu (finnois : Pielisensuun kirkko) est une église luthérienne situé dans le quartier de Niinivaara à Joensuu en Finlande.

## Architecture
L'édifice est conçu par Veikko Larkas et les plans sont acceptés en 1956.
La paroisse n'a pas tout de suite les moyens et la construction ne débute que le 1er avril 1959 pour se terminer le 28 juin 1960.
La nef offre 550 sièges, la salle de l'orgue 75 places et la salle paroissiale 150 places.
Les cloches de l'église sont celle de l'église de Pälkjärvi, en Carélie annexée par l'URSS en 1944. 
L'église de Pielisensuu est rénovée en 1999.
En 2007 des travaux d'extension débutent qui donneront plus d'espace pour les employés de l'église et pour les activités au bénéfice des jeunes.

## Galerie

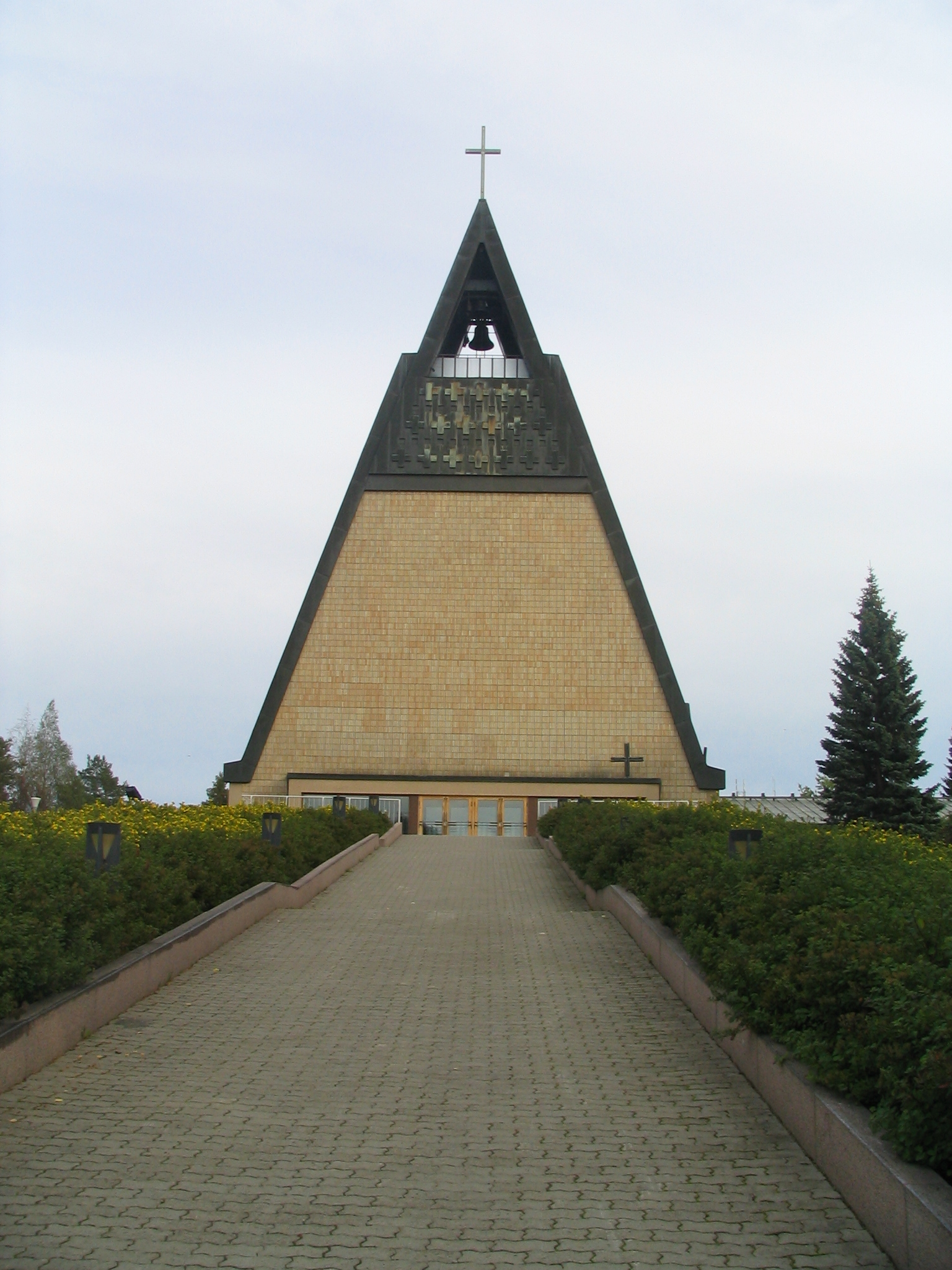
L'avant.
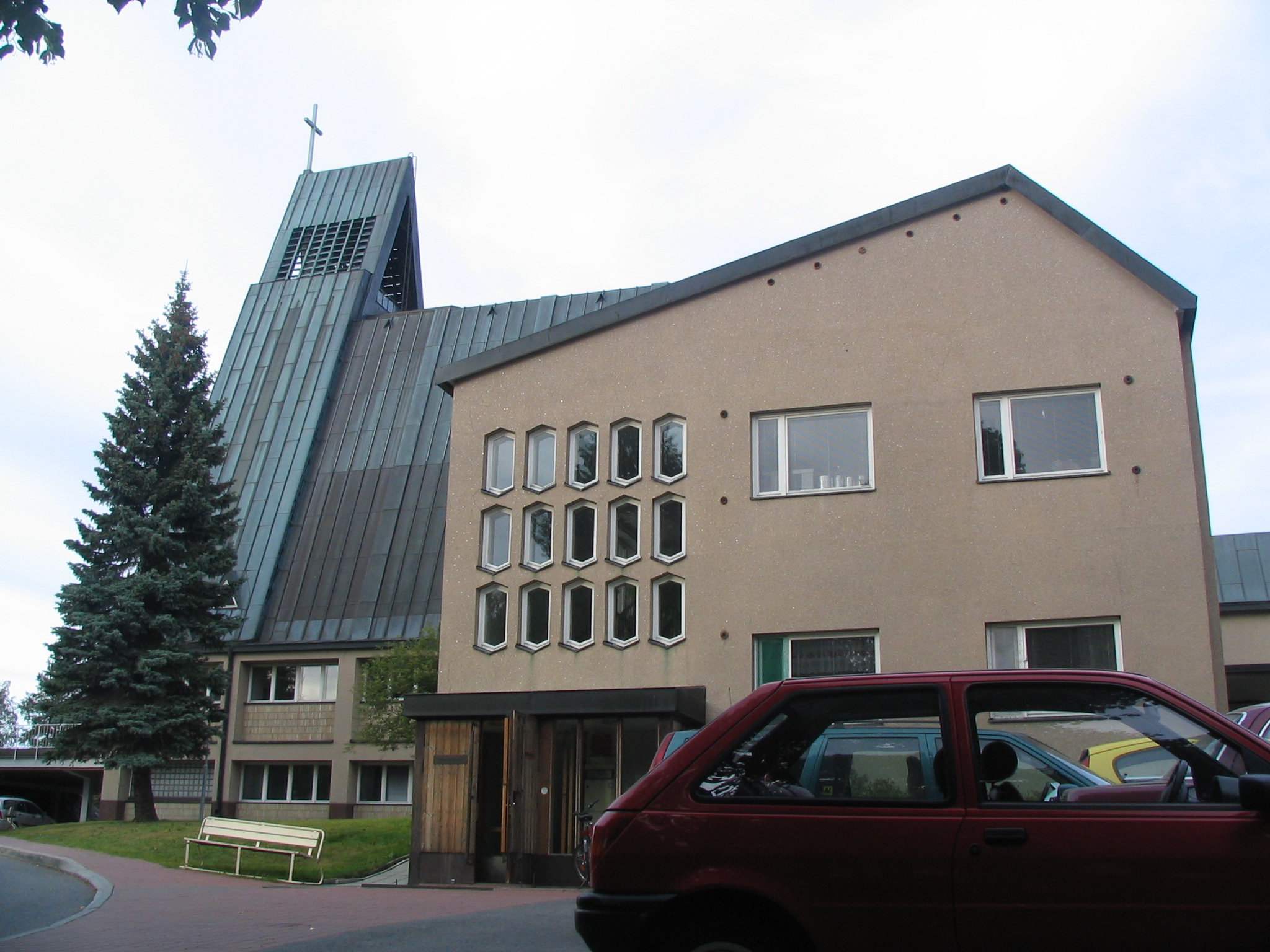
L'église vue de l'ouest.
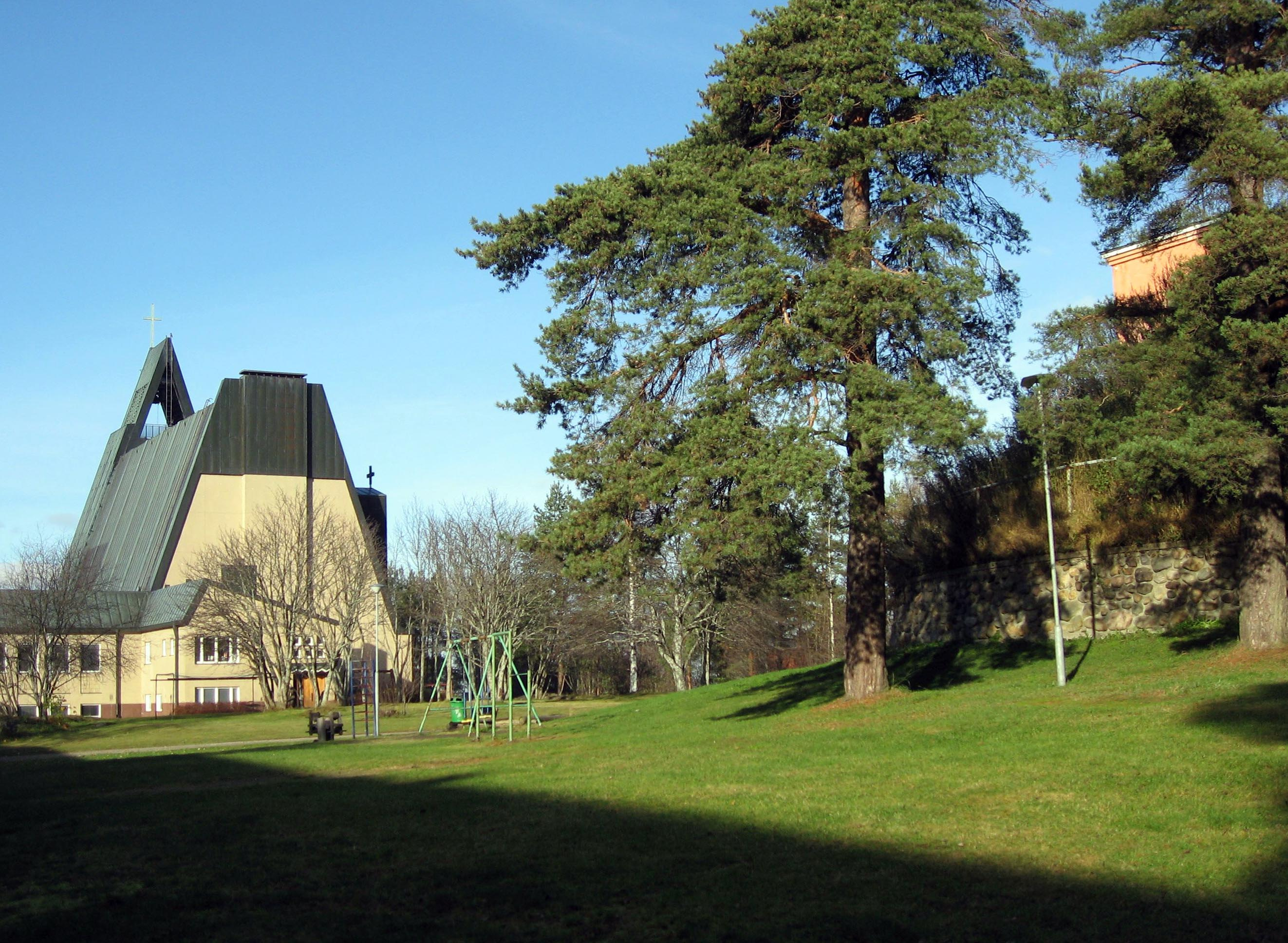
Le parc Vesitorninpuisto derrière l'église.
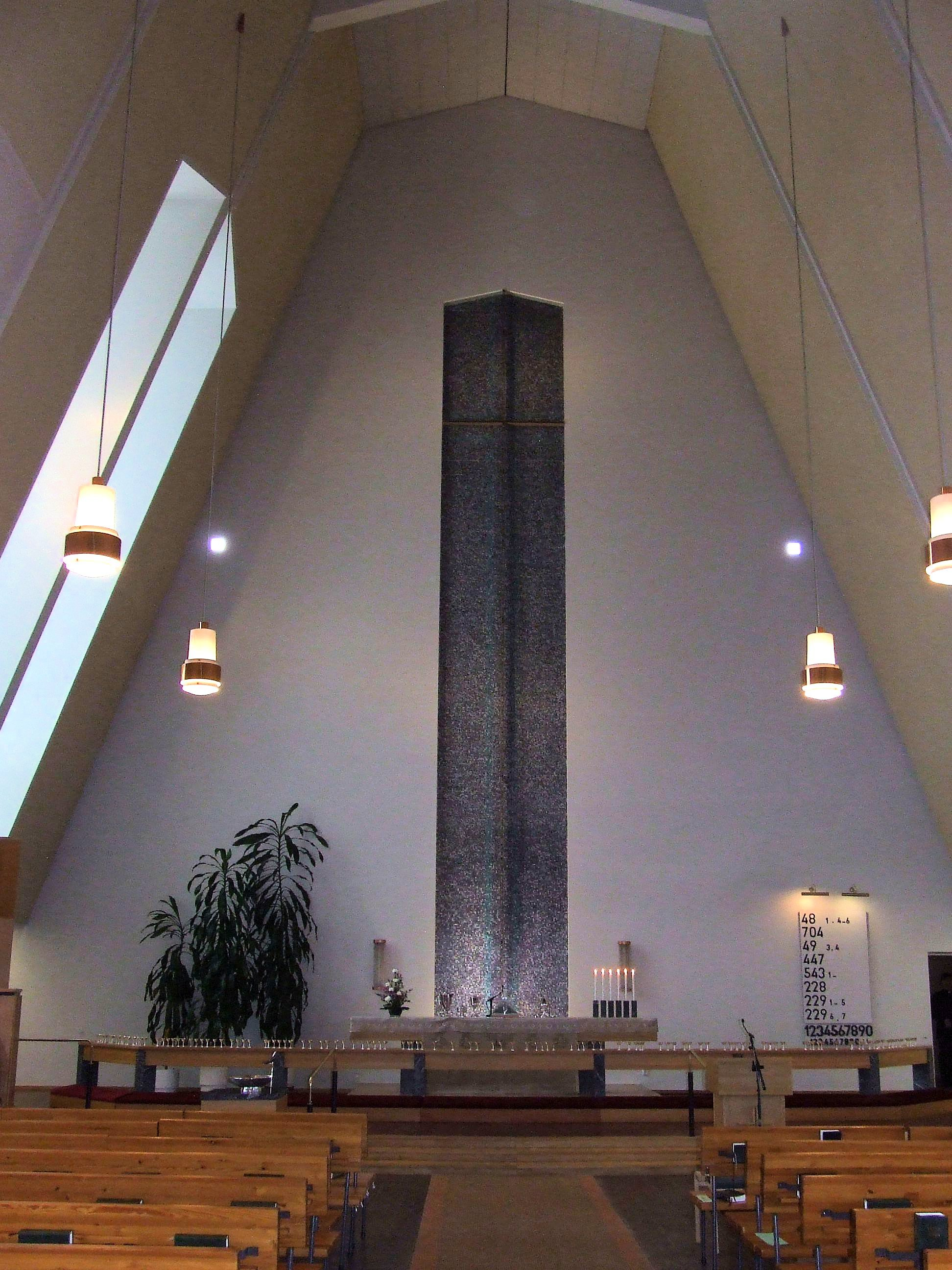
La nef à proximité de l'autel.